# Алексеев, Анатолий Иванович (юрист)
Анато́лий Ива́нович Алексе́ев (6 августа 1937, Себеж, Великолукский округ, Калининская область (ныне Псковская область), РСФСР, СССР — 27 марта 2011, Москва, Россия) — советский и российский деятель органов внутренних дел и юрист, специалист по теории оперативно-разыскной деятельности. Начальник академии МВД России с 1990 по 1994.
Начальник кафедры криминологии Московской высшей школы милиции МВД СССР. Главный научный сотрудник НИИ проблем укрепления законности и правопорядка (1994). Доктор юридических наук (1985), профессор. Заслуженный деятель науки Российской Федерации (1993). Заслуженный работник МВД. Почётный сотрудник МВД. Почётный работник прокуратуры Российской Федерации. Генерал-майор милиции. Государственный советник юстиции 3-го класса.

## Биография
Родился 6 августа 1937 в городе Себеж Калининской области РСФСР (ныне — на территории Псковской области России).
В 1959 окончил юридический факультет Ленинградского государственного университета им. А. А. Жданова (ЛГУ). В 1974 защитил диссертацию на соискание учёной степени кандидата юридических наук (научный руководитель — профессор Юлиан Солопанов) по теме «Индивидуальная профилактика рецидива преступлений».
После получения высшего образования начал работать в органах советской прокуратуры и милиции: следователь-стажёр прокуратуры Пскова, следователь прокуратуры Гдовского района, старший следователь прокуратуры Псковской области, с 1965 по 1970 — заместитель начальника Отдела по борьбе с хищениями социалистической собственности (ОБХСС) УВД Псковского облисполкома.
В начале 1970-х годов переехал в Москву.
С 1970 по 1976 — начальник отдела проблем оперативно-розыскной деятельности Всесоюзного научно-исследовательского института (ВНИИ) МВД СССР.
С 1976 по 1990 — начальник кафедры криминологии Московской высшей школы милиции (позже — Академии МВД СССР).
В 1984 году (по другим данным — в 1985) Алексеев успешно защитил во ВНИИ МВД докторскую диссертацию по теме «Научно-педагогические основы предупреждения преступности».
С 1990 по 1994 — начальник Академии МВД СССР (позднее — МВД России).
С 1994 по 1996 и с 2006 по 2011 — главный научный сотрудник в НИИ проблем укрепления законности и правопорядка при Генеральной прокуратуре РФ.
С 1996 по 2006 — заместитель директора данного института, ответственного за научную работу.
В 2006 вышел в отставку в звании генерал-майора милиции и государственного советника юстиции 3-го класса, занимался научной и преподавательской работой, был членом Научно-консультативного совета Следственного комитета Российской Федерации.
Скончался 27 марта 2011 в Москве.

## Награды
За годы службы и научной деятельности был награждён девятью медалями СССР и России, а также двумя орденами Республики Афганистан.
- Заслуженный работник МВД
- Заслуженный деятель науки Российской Федерации (1993)
- Почётный сотрудник МВД
- Почётный работник прокуратуры Российской Федерации
- Медаль ордена «За заслуги перед Отечеством» II степени (2003)
- Медаль «За безупречную службу»
- Медаль «Ветеран прокуратуры»
- Почётный гражданин Себежа

Общественные
- Действительный член Российской академии социальных наук

## Научная деятельность
Автор и соавтор более 160 научных работ, в том числе более 20 монографий и двух книг «Искание правды» (о выдающихся юристах) и «Ошибки старого адвоката» (записки юриста).
Специализировался на вопросах криминологии и криминалистики, а также — оперативно-розыскной деятельности. Ряд его статей был издан в ФРГ. Он являлся одним из авторов и научным редактором «Российской юридической энциклопедии», вышедшей в Москве в 1999 году; через три года он подготовил аналитический доклад «Состояние законности в Российской Федерации». Алексеев «стоял у истоков становления теории оперативно-розыскной деятельности как самостоятельной отрасли юридических знаний», кроме того он был одним из тех, кто сформулировал принципы «криминологической педагогики» как частной криминологической теории. В соавторстве с Журавлевым и Сухаревым, Алексеев предложил теоретическую модель для основ государственной политики РФ в борьбе с преступностью:
- «Актуальные проблемы теории оперативно-розыскной деятельности» (в соавт. с Г. К. Синиловым) (М., 1973);
- «Индивидуальная профилактика рецидива преступлений» (М., 1975);
- «Педагогические основы предупреждения преступлений органами внутренних дел» (М.,1984);
- «Криминологическая профилактика: теория, опыт, проблемы» (М., 2001) (в соавт. с С. И. Герасимовым, А. Я. Сухаревым);
- Курс лекций «Криминология» (М., 1998, 2000, 2002).
- Юридическая действительность в изобразительном искусстве / А. И. Алексеев. — Москва: Юрлитинформ, 2007